# Vigoň
Vigoň je příze ze směsi textilních odpadů s různými druhy vláken. Vyrábí se na způsob spřádání mykané vlny.
Název pochází od vikuně, jihoamerického velblouda, jehož vzácná, velmi drahá srst původně dávala vlákna na výrobu vigoňové příze.

## Materiál
K původním směsím z čistě vikuňových vláken se postupně přidávalo stále více bavlny, ovčí vlny, textilních odpadů a jiných druhů vláken. V 80. letech minulého století se například tvořily nejčastěji směsi v podobném složení:
| Druh vlákna                                             | Podíl % |
| Viskózová stříž, 40 mm nebo 60 mm (jako „nosné“ vlákno) | 10–30   |
| Méněcenné, krátkovlákenné bavlny                        | 20–40   |
| Trhané a recyklované odpady (bavlněné nebo vlněné)      | 20–70   |
| (Případně také:) lýková vlákna                          | 20–25   |

S podobnými směsemi se dá dosáhnout snížení nákladů na surovinu až pod 1/5 ceny ovčí vlny.
Od 2. poloviny 19. století se z těchto materiálů označovaných jako "umělá vlna" vyrábělo značné množství přízí.

## Příprava odpadů ke spřádání
Odstřižky z konfekce a hadry z použitých plošných textilií (ze sběru) se rozdělují na tkané a pletené výrobky, zpravidla se musí prát a vlna se karbonizuje kyselinou sírovou. Materiál se pak ručně zbavuje netextilních příměsí (knoflíků, zdrhovadel apod.) a třídí podle druhu materiálu a barvy.

### Trhání a sekání

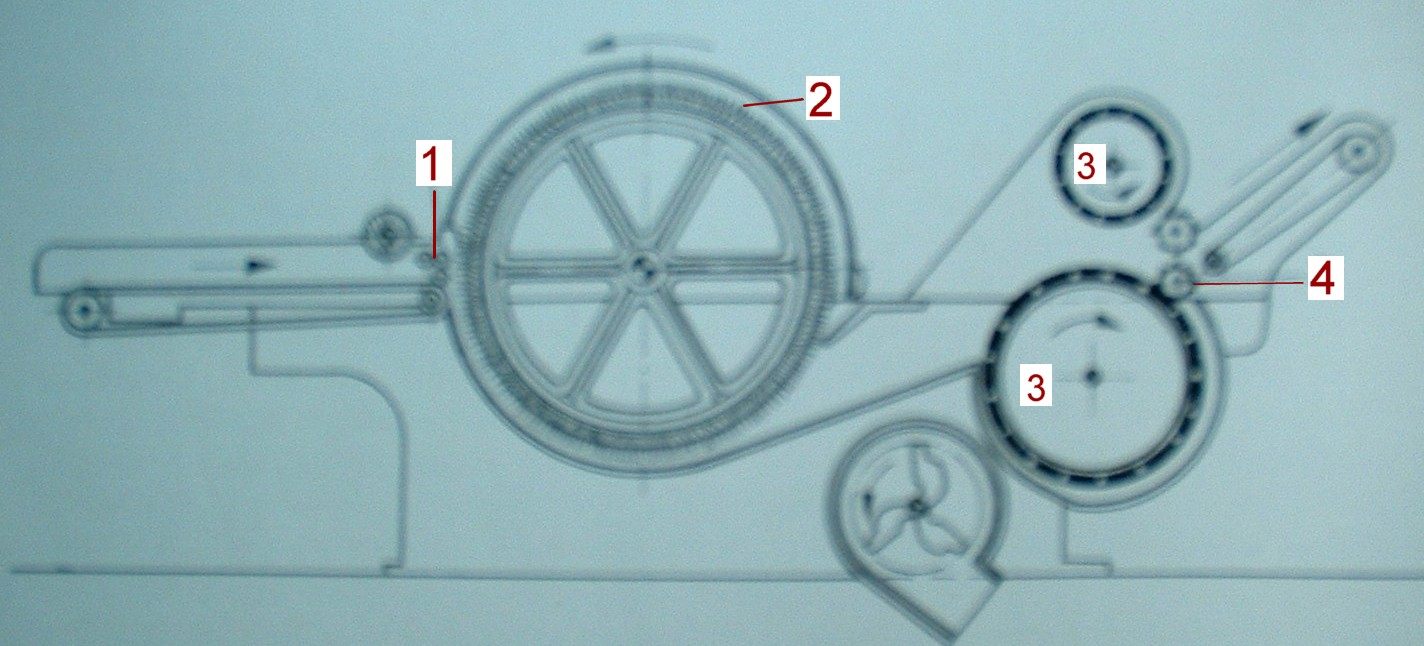
Schéma trhacího stroje

K rozvolnění plošných textilií se používají trhací stroje. Stroj sestává z 1–5 bubnů opatřených ocelovými kolíky (cca 1–2/cm², délka 4–5 cm). Při pracovní šíři 450 mm může dosáhnout výkonu 180 kg/h. Před trháním se vlákna napouští olejovou emulzí, materiál prochází strojem obvykle 2–3×.
Na nákresu vpravo je znázorněn trhací stroj s podávacími válečky (1), hlavním bubnem s kolíky (2), sítovými bubny (3) a odváděcími válečky (4).
Trhaný materiál a niťový odpad (z textilního zpracování) se pak rozvolňuje až na jednotlivá vlákna na garnetách a druzetách. Tato zařízení pracují na podobném principu jako mykací stroje. Pracovní orgány jsou opatřeny pilkovými nebo drátkovými potahy a stroje s pracovní šířkou do 1500 mm rozvolňují až 300 kg materiálu za hodinu.

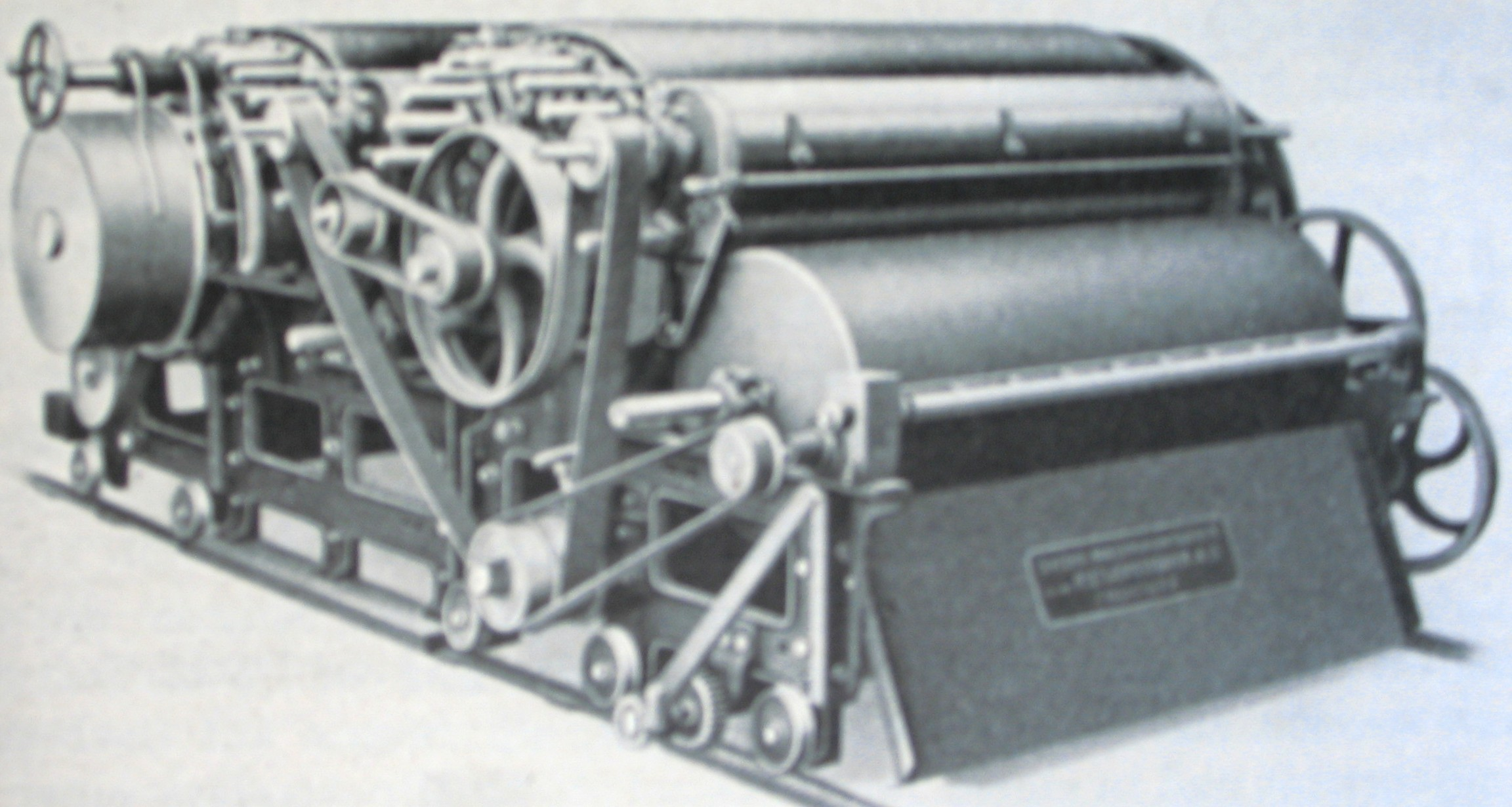
Dvojitá garneta z 20. let 20. století

Niťový odpad, obzvlášť odpad z filamentů, se pro některé účely seká na určitou délku na gilotinových nebo kruhových strojích.

### Recyklování vlákenných odpadů
Vlákenné odpady (zpravidla od předpřádacích strojů přádelen) se zbavují netextilních příměsí na klepacích (willow nebo spirálový klepač) a čechracích (např. crighton) strojích. Stroje pracují na principu smýkání materiálu po roštech, kterými propadávají nespřadatelné příměsi, s výkonem 1000–2500 kg/h.

## Příprava prvotních surovin
Lýková vlákna pro vigoňové příze se zpravidla předčišťují na tzv. kotonii (odstranění tvrdých a nadměrně dlouhých vláken). Před zpracováním se musí napouštět olejovou emulzí (2–4 %) a nechávají nejméně 24 hodin odležet.
Bavlna prochází před mísením s ostatními materiály stejnou rozvolňovací a čisticí linkou, jaká se používá při výrobě bavlněných přízí.
Viskózová stříž se dodává lehce slisovaná v balících, které se před mísením musí rozvolnit.

## Přádní partie
Vigoňová příze sestává z vláken s velmi rozdílnými a často se měnícími vlastnostmi. Manipulací tj. sestavením několika komponentů do vlákenné směsi se dosáhne určité jakosti příze (pevnost, stejnoměrnost, barevný odstín atd.). Množství materiálu v jedné směsi je omezeno velikostí mísicího zařízení (řádově zhruba do 150 m³), případně velikostí odběratelovy zakázky. Vlastnosti nového mísení se nedají přesně reprodukovat, jednotlivá mísení se proto zpravidla zpracovávají odděleně – po partiích.
Pro některé účely se vypřádají vigoňky s určitým barevným efektem. Manipulaci směsi k tomu účelu se pak říká melanžování.

## Způsob výroby
Výrobní postup je téměř stejný jako při spřádání mykané vlny. Sestává z mísení, maštění, čechrání, mykání a dopřádání.

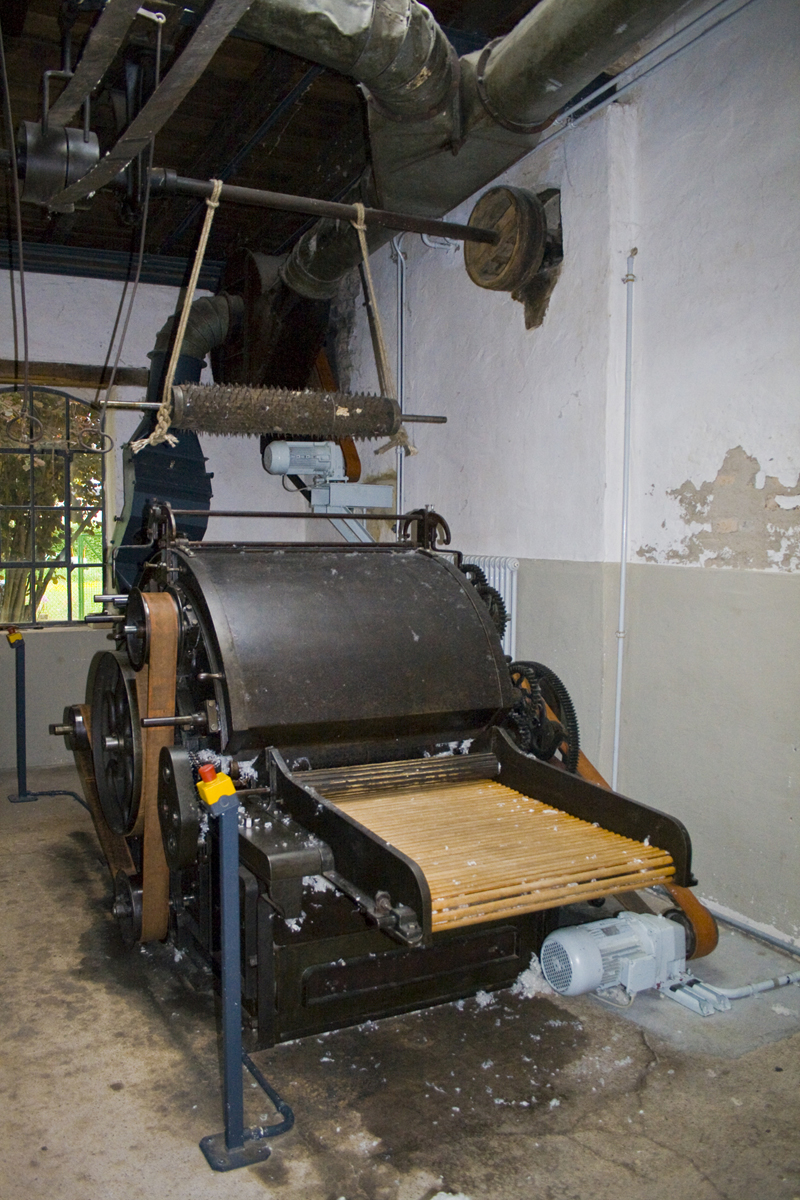
Mykací čechradlo z poloviny 20. století

### Mísení
Pro každý komponent požadované směsi je v provozu jedno skříňové čechradlo, které rozvolní předkládaný materiál, odváží naprogramované množství a shazuje vlákenné vločky na společný dopravník. Hrubě promíchaný materiál se případně dodatečně rozvolňuje na mykacím čechradle, postřikuje olejovou aviváží (2–7 %) a odvádí do mísicího stroje (nebo komory). Mísení spočívá zpravidla ve vodorovném pokládání tenké vrstvy a svislém odebírání materiálu.

### Čechrání
Mykací čechradlo pracuje na stejném principu jako mykací stroj na vlnu, pracovní orgány jsou však opatřeny podstatně hrubšími, zaoblenými zoubky. Úkolem stroje je rozvolnit chomáče vláken na drobnější vločky a dále promísit jednotlivé vlákenné komponenty. Zařízení s pracovní šířkou 1400 mm mohou zpracovat až 1,5 tuny materiálu za hodinu, čechrání probíhá obvykle ve dvou pasážích.
V některých výrobních linkách se používají namísto vlnařských strojů stupňová a bubnová čechradla známá z přádelny bavlny.

### Mykání

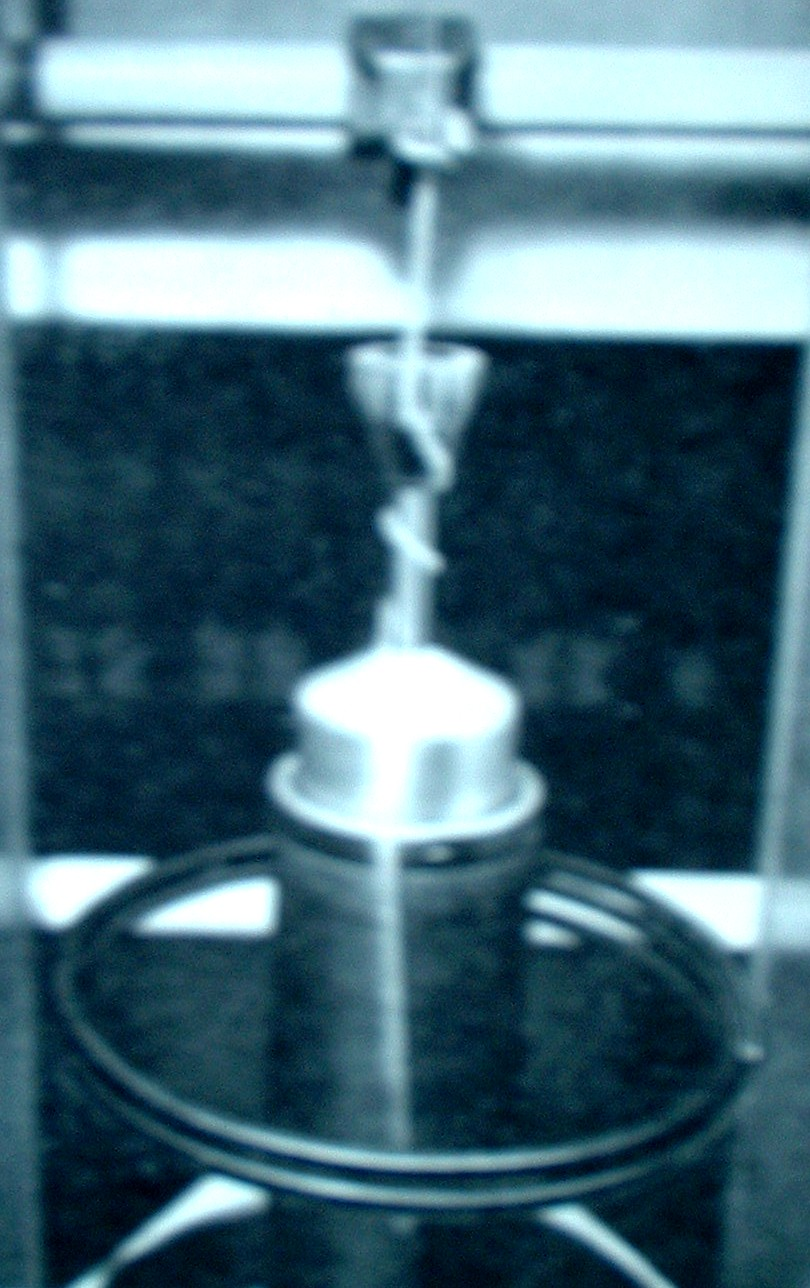
Vřeteno dopřádacího stroje s korunkou pro bezbalonové předení

Směsi pro vigoňové příze se zpravidla mykají na agregátech se dvěma stroji (hrubé a jemné mykání) za sebou. Pracovní orgány na nových strojích jsou obloženy pilkovými potahy s hustotou cca 100 zoubků na cm². Vlákenná vrstva se po průchodu strojem asi stonásobně zjemní, výsledná pavučinka se dělí na několik desítek proužků zaoblovaných do tvaru přástu na zařízení, kterým je mykací souprava zakončena.
Stroje s pracovní šířkou do 2500 mm mohou dosáhnout výkonu do 100 kg/h.

### Dopřádání
Přást navinutý na válech se předkládá prstencovým dopřádacím strojům. Ty jsou vybaveny průtahovým ústrojím se zkrutnou trubkou (kontrola krátkých vláken). Vřetena jsou obvykle opatřena nástavci (jedna z alternativ je snímku vpravo), pomocí kterých se snižuje napětí příze při navíjení na potáč a tím i množství přetrhů. Stroje se staví s průměrem prstence 56 mm s možnými otáčkami vřeten do 12.000/min.
Asi do 70. let 20. století se k dopřádání vigoně používaly také selfaktory (viz snímek vpravo dole).

## Vlastnosti a použití příze
Většina přízí se vyrábí v rozmezí 100–1000 tex, výjimečně v jemnostech do 40 tex. Charakteristický je měkký omak, matný povrch s našedlým odstínem, velmi nízká pevnost v tahu (asi do 7 cN/tex).V porovnání například s česanými přízemi vykazuje vigoňka značnou nestejnoměrnost.

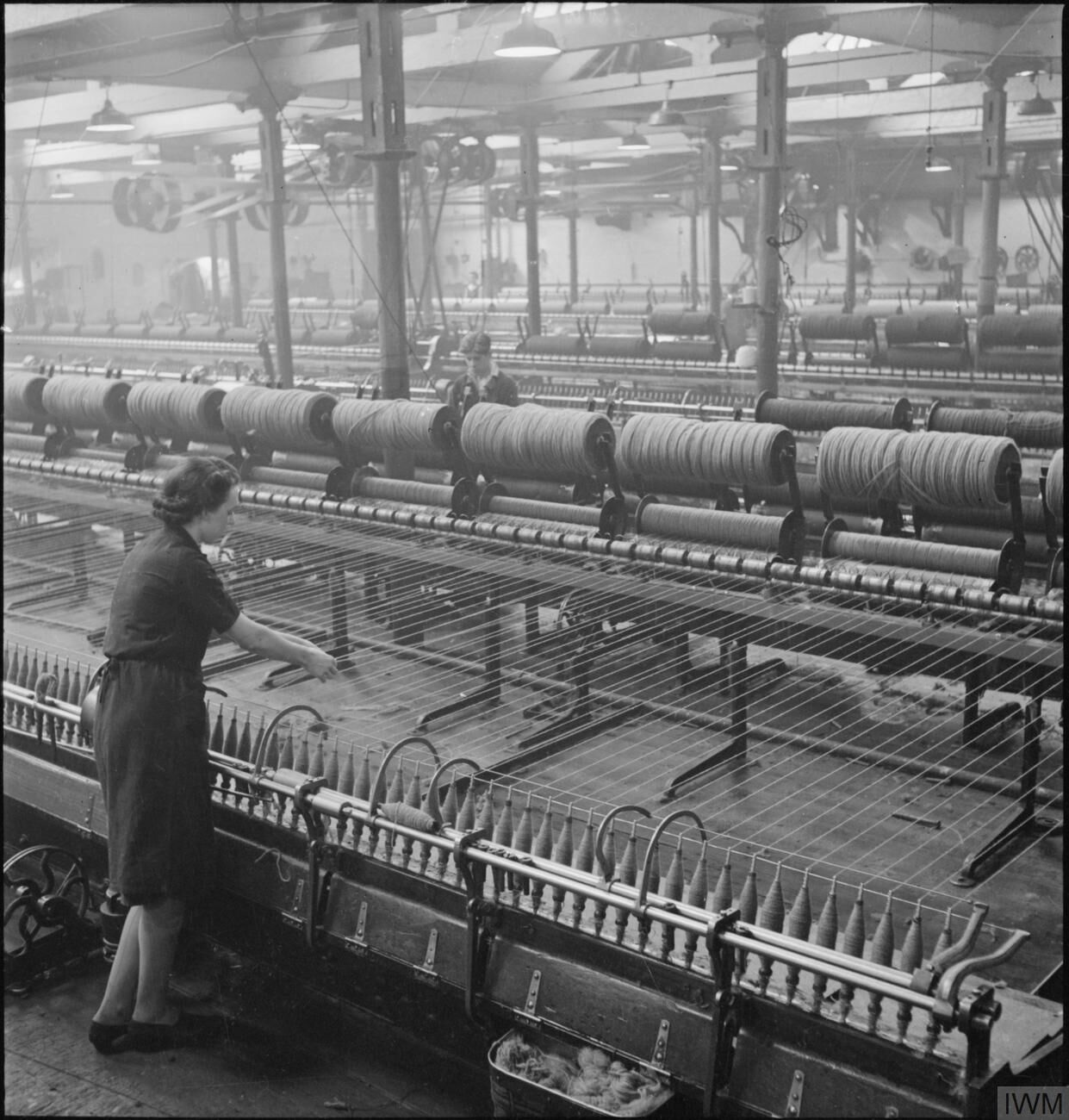
Dopřádání vigoně na selfaktorech (Anglie v roce 1942)

Použití pro méně náročné výrobky je velmi mnohostranné, příze jsou obzvlášť vhodné pro počesávané, hřejivé tkaniny a pleteniny. K nejpoužívanějším patří:
- svetry, tepláky, dětské pletené zboží, zimní spodní prádlo
- pracovní oděvy, podšívky
- závěsy, přehozy, přikrývky
- prachovky, hadry na čištění, potahy válců na různých strojích a mnoho jiných

V České republice bylo v roce 1989 z vigoňových přízí vyrobeno 60 milionů metrů tkanin a 40 milionů kusů pleteného zboží (tepláky).  V roce 2008 však nebyl v ČR stejně jako v celé EU znám ani jeden výrobce vigoňky. Výroba zde dnes není rentabilní (značný podíl ruční práce) a vigoňka byla v posledních letech u mnohých tkanin a pletenin nahrazena jinými druhy příze, např. přízemi vyrobenými z odpadů mnohem výkonnějším frikčním předením.